# Jente Hauttekeete
Jente Hauttekeete (14 maart 2002) is een Belgische atleet, die gespecialiseerd is in de meerkamp. Hij verbeterde in 2021 het wereldrecord indoor zevenkamp U20.

## Loopbaan
Hauttekeete behaalde verschillende Belgische jeugdtitels in de meerkamp. Hij nam in 2018 deel aan de Europese kampioenschappen U18 in Győr. Hij werd negende op de tienkamp. Het jaar nadien behaalde hij op hetzelfde onderdeel een zilveren medaille op het Europees Olympisch Jeugdfestival in Bakoe.
In februari 2021 verbeterde Hauttekeete in Frankfurt het wereldrecord U20 op de zevenkamp indoor. In februari 2022 werd hij voor het eerst Belgisch indoorkampioen zevenkamp bij de senioren.
Clubs
Hauttekeete is de zoon van voormalig meerkampster Melanie Moreels. Hij is aangesloten bij KAA Gent.

## Kampioenschappen

### Internationale kampioenschappen
| Onderdeel | Titel                 | Jaar |
| --------- | --------------------- | ---- |
| tienkamp  | Europees kampioen U20 | 2021 |

### Belgische kampioenschappen
Outdoor
| Onderdeel | Jaar |
| --------- | ---- |
| tienkamp  | 2022 |

Indoor

## Statistieken

### Persoonlijke records
Outdoor
| Onderdeel            | Prestatie | Wind (m/s) | Datum                | Plaats   |
| -------------------- | --------- | ---------- | -------------------- | -------- |
| 100 m                | 10,61 s   | +1,0       | 31 mei 2025          | Götzis   |
| 400 m                | 48.25 s   |            | 14 september 2024    | Talence  |
| 1500 m               | 4.28,85   |            | 11 juni 2024         | Rome     |
| 110 m horden         | 13,91 s   | -0,8       | 18 mei 2025          | Brussel  |
| Hoogspringen         | 2,12 m    |            | 15 juli 2023         | Espoo    |
| Polsstokhoogspringen | 5,00 m    |            | 19 augustus 2023     | Herve    |
| Verspringen          | 7,53 m    | +0,6       | 31 mei 2025          | Götzis   |
| Kogelstoten          | 15,18 m   |            | 5 juli 2025          | Talence  |
| Discuswerpen         | 45,75 m   |            | 27 april 2025        | Oordegem |
| Speerwerpen          | 59,12 m   |            | 15 september 2024    | Talence  |
| Tienkamp             | 8268 p    |            | 14/15 september 2024 | Talence  |

Indoor
| Onderdeel            | Prestatie       | Datum               | Plaats    |
| -------------------- | --------------- | ------------------- | --------- |
| 60 m                 | 6.93 s          | 12 januari 2025     | Gent      |
| 1000 m               | 2.39,82         | 8 maart 2025        | Apeldoorn |
| 60 m horden          | 7,95 s          | 8 maart 2025        | Apeldoorn |
| Hoogspringen         | 2,12 m          | 28 januari 2023     | Aubière   |
| Polsstokhoogspringen | 5,10 m          | 8 maart 2025        | Apeldoorn |
| Verspringen          | 7,47 m          | 5 maart 2023        | Gent      |
| Kogelstoten          | 14,98 m         | 7 maart 2025        | Apeldoorn |
| Zevenkamp            | 6259 p (NR)     | 7/8 maart 2025      | Apeldoorn |
| Zevenkamp U20        | 6062 p (WR U20) | 13/14 februari 2021 | Frankfurt |

### Opbouw PR meerkamp en potentie op basis van PR's
In de tabel staat de uitsplitsing van het persoonlijk record op de tienkamp. In de kolommen ernaast staat ook het potentieel record, met alle persoonlijke records op de losse onderdelen en de bijbehorende punten.
|                      | Uitsplitsing PR | Uitsplitsing PR | Uitsplitsing PR |              | Potentieel record | Potentieel record |
| Onderdeel            | Prestatie       | Wind (m/s)      | Punten          | Pers. record | Punten            |                   |
| -------------------- | --------------- | --------------- | --------------- | ------------ | ----------------- | ----------------- |
| 100 m                | 10,82           | -0,9            | 901             | 10,61        | 949               |                   |
| verspringen          | 7,23            | -1,1            | 869             | 7,53         | 942               |                   |
| kogelstoten          | 14,39           |                 | 752             | 15,18        | 801               |                   |
| hoogspringen         | 2,02            |                 | 822             | 2,12         | 915               |                   |
| 400 m                | 48,25           |                 | 897             | 48,25        | 897               |                   |
| 110 m horden         | 14,17           | +1,5            | 953             | 13,91        | 986               |                   |
| discuswerpen         | 42,14           |                 | 708             | 45,75        | 782               |                   |
| polsstokhoogspringen | 4,97            |                 | 901             | 5,10         | 941               |                   |
| speerwerpen          | 59,12           |                 | 725             | 59,12        | 725               |                   |
| 1500 m               | 4.30,70         |                 | 740             | 4.28,85      | 752               |                   |
| Puntentotaal         |                 |                 | 8268            |              | 8690              |                   |

## Palmares

### verspringen
- 2022:  BK indoor AC – 7,27 m
- 2022:  BK AC – 7,09 m
- 2023:  BK indoor AC - 7,19 m
- 2024:  BK indoor AC - 7,14 m
- 2025:  BK indoor AC - 7,35 m

### tienkamp
- 2018: 9e EK U18 te Győr - 7109 p
- 2019:  EYOF te Bakoe - 7540 p (NR U18)
- 2021:  Pruebas Combinadas X Meeting U20/U18 te Arona - 8034 p (NR U20)
- 2021:  EK U20 te Tallinn - 8150 p (NR U20)
- 2021:  WK U20 te Nairobi - 8053 p
- 2022:  BK in Tielt - 7722 p
- 2024:  Multistars in Brescia - 8020 p
- 2024: 8e EK in Rome - 8156 p
- 2024: 4e Décastar in Talence - 8268 p
- 2025: 4e Décastar in Talence - 8123 p

### zevenkamp
- 2021:  Siebenkampf U20 te Frankfurt - 6062 p WR U20
- 2022:  BK indoor – 5680 p
- 2024:  BK indoor – 6131 p
- 2025: 5e EK indoor in Apeldoorn – 6259 p (NR)

## Onderscheidingen
- 2021: Gouden Spike voor beste mannelijke belofte